# Hohe Börde
Hohe Börde ist eine Gemeinde im Landkreis Börde in Sachsen-Anhalt.

## Geografie
Durch das Gebiet fließen die Bäche Schrote, Beber, Olpe, die kleine und große Sülze und der Brumbyer Bach. Große Teile des Gemeindegebietes liegen in der Magdeburger Börde.

### Nachbargemeinden
Im Norden liegen die Kreisstadt Haldensleben und die Gemeinde Niedere Börde. Nordöstlich befindet sich die Gemeinde Barleben. Im Osten grenzt die Landeshauptstadt Magdeburg an, im Süden liegen die Stadt Wanzleben-Börde, sowie die Gemeinde Eilsleben und von Südwesten nach Nordwesten erstrecken sich Erxleben, Altenhausen und Süplingen.

### Ortschaften
Die Gemeinde Hohe Börde ist eine Einheitsgemeinde und besteht aus den Ortschaften
- Ackendorf mit den Ortsteilen Ackendorf und Glüsig
- Bebertal
- Bornstedt
- Eichenbarleben mit den Ortsteilen Eichenbarleben und Mammendorf
- Groß Santersleben
- Hermsdorf
- Hohenwarsleben
- Irxleben
- Niederndodeleben mit den Ortsteilen Niederndodeleben und Schnarsleben
- Nordgermersleben mit den Ortsteilen Brumby, Nordgermersleben und Tundersleben
- Ochtmersleben
- Rottmersleben mit den Ortsteilen Rottmersleben und Klein Rottmersleben
- Schackensleben mit Klein Santersleben
- Wellen

## Geschichte
Die Gemeinde Hohe Börde entstand am 1. Januar 2010 aus der Verwaltungsgemeinschaft Hohe Börde. Die Verwaltungsgemeinschaft stellte den Zusammenschluss der bereits seit 1994 bestehenden Verwaltungsgemeinschaft Hohe Börde mit der Verwaltungsgemeinschaft Nördliche Börde dar, wobei der Name Hohe Börde beibehalten wurde. Seit 1. Januar 2010 werden die ehemaligen Gemeinden Rottmersleben und Bornstedt von der Gemeinde mitverwaltet, am 1. September 2010 wurden sie in die Gemeinde Hohe Börde eingemeindet.

## Bevölkerung
| Jahr | Einwohner |
| ---- | --------- |
| 2010 | 18.459    |
| 2015 | 18.168    |
| 2020 | 18.707    |

| Jahr | Einwohner |
| ---- | --------- |
| 2021 | 18.703    |
| 2022 | 18.832    |
| 2023 | 18.886    |
| 2024 | 18.747    |

Stand: 31. Dezember des jeweiligen Jahres (Angaben des Statistischen Landesamtes Sachsen-Anhalt), ab 2011 auf Basis des Zensus 2011, ab 2022 auf Basis des Zensus 2022

## Politik

### Gemeinderat
Der Gemeinderat von Hohe Börde besteht aus 28 Mitgliedern und dem Bürgermeister. Die Kommunalwahl am 9. Juni 2024 führte bei einer Wahlbeteiligung von 61,6 % zu folgendem Ergebnis:
| Partei / Wählergruppe                       | Stimmenanteil 2019 | Sitze 2019 |        | Stimmenanteil 2024 | Sitze 2024 |
| ------------------------------------------- | ------------------ | ---------- | ------ | ------------------ | ---------- |
| CDU                                         | 20,9 %             | 6          | 28,5 % | 8                  |            |
| AfD                                         | 13,0 %             | 4          | 23,2 % | 7                  |            |
| Freie Wählergemeinschaft Hohe Börde (FWG)   | .                  | 3          | 14,0 % | 4                  |            |
| Aktive Bürger Gemeinde Hohe Börde (AB-GHB)  | –                  | –          | 07,5 % | 2                  |            |
| PRO Hohe Börde                              | .                  | 6          | 07,3 % | 2                  |            |
| SPD                                         | 07,2 %             | 2          | 04,8 % | 1                  |            |
| Feuerwehr Hohe Börde                        | .                  | 1          | 04,4 % | 1                  |            |
| Die Linke                                   | 07,7 %             | 2          | 03,4 % | 1                  |            |
| Hohenwarsleber für die Hohe Börde (Howa-HB) | .                  | 1          | 02,9 % | 1                  |            |
| FDP                                         | 04,6 %             | 1          | 02,4 % | 1                  |            |
| Bündnis 90/Die Grünen                       | 04,9 %             | 2          | 01,7 % | –                  |            |
| Insgesamt                                   | 100 %              | 28         | 100 %  | 28                 |            |

### Bürgermeister
- 2010–2023: Steffi Trittel (parteilos)[7]
- seit 2024: Andreas Burger (parteilos)

Burger wurde bei der Bürgermeisterstichwahl am 8. Oktober 2023 mit 51,3 % der gültigen Stimmen gewählt. Seine Amtszeit beträgt sieben Jahre.

### Wappen
Das Wappen wurde am 19. Februar 2010 durch den Landkreis genehmigt.
Blasonierung: „In Grün ein mit einem schwarzen Faden belegter silberner Pfahl, rechts davon ein goldener Turm mit Treppe, schwarzer Türöffnung und zwei schwarzen Fensteröffnungen, links eine goldene Garbe aus sechs Weizenähren.“
Die Farben der Gemeinde sind - abgeleitet von den Hauptmotiven und der Schildfarbe des Wappens -  Gold (Gelb) - Grün.
In der konstituierenden Sitzung des Gemeinderates am 21. Januar 2010 wurde beschlossen das Wappen der aufgelösten Verwaltungsgemeinschaft Hohe Börde weiterzuführen.
Der grüne Schild, ein Symbol für die Fruchtbarkeit der Magdeburger Börde, in der die Gemeinde Hohe Börde liegt, fasst die Hauptsymbole aus den ehemaligen Wappen der Verwaltungsgemeinschaften Hohe Börde (den Bismarckturm) und Nördliche Börde (Garbe aus sechs Weizenähren) zusammen. Gleichzeitig steht der goldene Turm für den Namen Hohe sowie die goldenen Ähren für Börde. Der silberne Pfahl symbolisiert die Bundesautobahn 2, die durch das Gebiet verläuft und viele Orte tangiert.
Das Wappen wurde von dem Magdeburger Heraldiker Ernst Albrecht Fiedler gestaltet.

### Flagge
Die Flagge ist Gelb - Grün (1:1) gestreift (Längsform: Streifen senkrecht verlaufend, Querform: Streifen waagerecht verlaufend) und mittig mit dem Gemeindewappen belegt.

## Sehenswürdigkeiten
Die in der Gemeinde befindlichen Kulturdenkmale sind in der Liste der Kulturdenkmale in Hohe Börde eingetragen, die Bodendenkmale in der Liste der Bodendenkmale in Hohe Börde.

## Verkehr
Die Gemeinde Hohe Börde liegt mit den Haltepunkten Ochtmersleben, Wellen (b Magdeburg) und Niederndodeleben an der Bahnstrecke Braunschweig–Magdeburg.
Die Haltepunkte Ackendorf, Schackensleben und Nordgermersleben lagen an der Bahnstrecke Haldensleben–Eilsleben, welche stillgelegt ist.
Der Bahnhof Bebertal lag am Abzweig der Bahnstrecke Haldensleben–Weferlingen.
In der Gemeinde betreibt die BördeBus Verkehrsgesellschaft mbH mehrere Buslinien. Ziel ist vor allem die Landeshauptstadt Magdeburg, aber auch die Kreisstadt Haldensleben und die Stadt Oschersleben werden angesteuert.